# Luise Meier
Luise Meier (* 13. Januar 1885 in Vorhalle als Luise Bemm; † 26. Juni 1979) war eine deutsche Hausfrau. Während des Zweiten Weltkriegs verhalf sie Juden zur Flucht in die Schweiz und wurde postum als Gerechte unter den Völkern ausgezeichnet.

## Leben
Luise Bemm wurde in Vorhalle im südöstlichen Ruhrgebiet geboren, heute ein Stadtteil von Hagen. Sie heiratete Karl Meier, einen Kaufmann, lebte mit ihm ab 1909 in Soest und bekam vier Kinder, die zwischen 1910 und 1918 geboren wurden. 1930 zog die Familie nach Köln und 1936 nach Berlin. Ihr Mann starb 1942 an Magenkrebs, zwei ihrer Söhne fielen im Krieg.
In Berlin-Grunewald wohnte Luise Meier in einer Gründerzeitvilla in der Taubertstraße. In dem Haus befand sich auch eine von der Jüdin Fedora Curth geleitete Pension, in der Juden lebten, die auf ihre Ausreise hofften. Luise Meier, die gläubige Katholikin war, ermöglichte es ihnen zunächst, von ihrer Wohnung aus zu telefonieren, nachdem Juden der Besitz von Telefonen untersagt worden war. Zu den Bewohnern gehörte das Ehepaar Felix und Herta Perls, mit denen das Ehepaar Meier bekannt war, und das Luise Meier während der Krankheit ihres Mannes beigestanden hatte. Die Pension wurde 1941 zwangsweise geschlossen, die Bewohner mussten in sogenannte Judenwohnungen umziehen.
Fedora Curth gelang im November 1942 mit gefälschten Papieren zusammen mit ihrer Freundin Ilse Franken die Flucht in die Schweiz. Das Ehepaar Perls war 1942 untergetaucht, nachdem es zeitweilig bei Luise Meier gelebt hatte. Diese versuchte den Fluchtweg Fedora Curths ausfindig zu machen, um dem Ehepaar Perls ebenfalls die Flucht zu ermöglichen. Die Perls erreichten die Schweiz im Dezember 1942.
Ein Schweizer Delegierter des Internationalen Roten Kreuzes suchte Luise Meier Anfang 1943 mit der Bitte auf, auch anderen Juden zu helfen und brachte ihr gefälschte Personaldokumente von Fedora Curth und Ilse Franken mit. Luise Meier und Lotte Kahle, eine damals 30-jährige Jüdin, reisten im April 1943 mit der Bahn nach Singen bei Konstanz. Lotte Kahle ließ ihren Freund und späteren Ehemann Herbert Strauss, der ebenfalls untergetaucht war, widerstrebend zurück, denn junge Männer wurden häufig als Deserteure verdächtigt.
In Gottmadingen trafen sie auf Josef Höfler und dessen Schweizer Frau Elise, die fortan ein Netzwerk zur Fluchthilfe bildeten. Lotte Kahle erreichte die Schweiz.
Das Ehepaar Höfler und Luise Meier verhalfen insgesamt weiteren 27 Juden zur Flucht. Emmi Brandt, die zusammen mit einem jungen Mädchen mit Unterstützung des Netzwerks in die Schweiz gebracht werden sollte, fiel bei ihrer Flucht im Mai 1944 wegen ihres umfangreichen Gepäcks auf; beide wurden verhaftet. Emmi Brandt verriet die Namen der Fluchthelfer, sie überlebte das Kriegsende im KZ Ravensbrück. Elise Höfler konnte vor der beabsichtigten Verhaftung noch in die Schweiz entkommen, Josef Höfler und Luise Meier wurden am 24. Mai 1944 verhaftet. Luise Meier saß zunächst in Singen ein, ab Februar 1945 in Stockach. Luise Meiers Fall wurde im Juli 1944 nach Abschluss der Ermittlungen an den Volksgerichtshof in Berlin abgegeben. Zu einer Verurteilung kam es nicht mehr. In Stockach wurde sie am 21. April 1945 von alliierten Truppen befreit, auch Josef Höfler überlebte.
Luise Meier verbrachte den Rest ihres Lebens in Soest und starb 1979.

## Nachleben
Im Juli 2001 wurde Luise Meier zusammen mit Josef Höfler und dessen Frau Elise als Gerechte unter den Völkern anerkannt.
In Soest wurde 2011 der Luise-Meier-Weg entlang des Soestbachs nach ihr benannt.